# Linda Rennings
Linda Rennings (* 8. Dezember 1963 in Köln-Mülheim, Deutschland) ist eine Kölner Autorin und Aktivistin, die sich für die Rechte und die Versorgung der Kölner Wohnungslosen einsetzt. Rennings war selbst für fünf Jahre lang obdachlos, wovon sie ein Jahr auf einem Friedhof in Köln-Dünnwald gelebt hat. Sie ist Gründerin des Vereines Heimatlos in Köln e. V. (H.i.K.). Sie gibt Interviews und hält Vorträge über ihr Leben als Obdachlose und wie man anderen Wohnungslosen würdevoll hilft.
Im Oktober 2024 veröffentlicht sie ihre Autobiographie über ihre Zeit als Wohnungslose und ihren Weg zurück.

## Autobiografie
- Linda Rennings: Rebellin der Straße. Weiblich und wohnungslos. 1. Auflage. Rowohlt Verlag, Hamburg 2024, ISBN 978-3-499-01478-9.

## Auszeichnungen
- 2023: Alternative Kölner Ehrenbürgerschaft[4]